# Атлас, Чарльз
Чарльз Атлас (имя при рождении Анджело Сицилиано; 30 октября 1892 года, Акри, Италия — 23 декабря 1972 года, Лонг-Бич, Нью-Йорк) — создатель бодибилдинга и связанной с ним программы физических упражнений, которая более всего известна благодаря её рекламной кампании с именем и образом Атласа; она считается одной из самых продолжительных и самых запоминающихся рекламных кампаний всех времён. 
Эмигрировал в США из Италии вместе с матерью в 1904 году, поселившись в Бруклине. По словам Атласа, он тренировался и развил собственное тело с помощью придуманных упражнений из состояния «тощего слабака», став самым популярным культуристом своего времени. Он взял имя «Чарльз Атлас» после того, как его друг сказал ему, что он похож на статую титана Атласа (Атлант) в верхней части отеля в Кони-Айленде, и юридически изменил своё имя в 1922 году. Его компания, Charles Atlas Ltd, была основана в 1929 году и продолжает существовать до сих пор.

## Карьера

### Фитнес
Чарльз Атлас разработал собственную систему упражнений. Якобы идея пришла к нему, когда он увидел в зоопарке потягивающегося льва. Он назвал этот метод «Динамическим растяжением». Сегодня его называют изотоническим.
В начале бизнес Атласа не был успешным, но после знакомства в 1928 году с рекламщиком Чарльзом Романом, он обрел второе дыхание. Атлас предложил Роману стать совладельцем и продолжить управлять бизнесом.

### Модельный бизнес
Благодаря знакомству со светской львицей, скульптором и меценатом Гертрудой Вандербильт Уитни, Чарльз Атлас стал моделью для известных скульптур, украшающих американские города. Среди них статуи для Вашингтон-сквер и здания Бруклинского муниципалитета в Нью-Йорке.
Фотографии Атласа победили в конкурсах. Им были присвоены титулы «Самый красивый мужчина в мире» и «Самый совершенный мужчина в мире».

## Личная жизнь
Чарльз Атлас вел скромный образ жизни. Практически всю жизнь он с женой и двумя детьми проживал в четырехкомнатной квартире в Бруклине. Занимался благотворительностью, в частности, поддерживал движение бойскаутов. 